# Le Mont Ubé

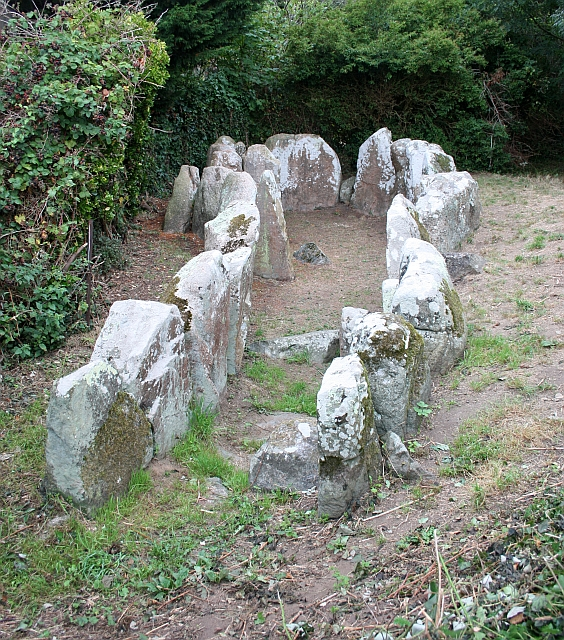
Le Mont Ubé

Le Mont Ubé – neolityczny grobowiec korytarzowy położony koło Le Haguais w parafii Saint Clement na wyspie Jersey.
Grobowiec został odkryty przypadkowo w 1848 roku przez kamieniarzy. Składa się z komnaty w kształcie podkowy o wymiarach 7×3 m, poprzedzonej przedsionkiem oddzielonym dwoma głazami po bokach, do których prowadzi długi na 5 metrów korytarz. Brakuje kamieni stropowych i brukowych, które po odkryciu grobowca zostały zdjęte i wykorzystane jako budulec. Pierwotnie całość nakryta była przypuszczalnie kurhanem. Bogaty materiał archeologiczny ze stanowiska obejmuje fragmenty ceramiki oraz wyroby z kamienia: siekiery, drapacze, groty strzał oraz ozdoby.